# Bezuchov
Bezuchov är en ort i Tjeckien.   Den ligger i regionen Olomouc, i den östra delen av landet, 240 km öster om huvudstaden Prag. Bezuchov ligger 297 meter över havet och antalet invånare är 174.
Terrängen runt Bezuchov är platt åt sydväst, men åt nordost är den kuperad. Terrängen runt Bezuchov sluttar västerut.Runt Bezuchov är det ganska tätbefolkat, med 124 invånare per kvadratkilometer. Närmaste större samhälle är Přerov, 11,4 km väster om Bezuchov. Trakten runt Bezuchov består till största delen av jordbruksmark.